# Маршал Королевских ВВС
Маршал Королевских ВВС (англ. Marshal of the Royal Air Force) — высшее воинское звание (чин) в Королевских военно-воздушных силах Великобритании. Соответствует званию «Фельдмаршал» в Британской Армии, званию «Адмирал флота» в Королевском ВМФ и званию «Генерал-капитан» в Королевской морской пехоте.
Присваивается в военное время, а также может быть по усмотрению монарха присвоено членам Британской королевской семьи и высшим офицерам военно-воздушных сил в мирное время (в общем случае высшим званием, которое может быть присвоено офицерам ВВС в мирное время, является Главный маршал авиации (Air Chief Marshal)). До 1990-х годов присваивалось в мирное время высшим офицерам ВВС при назначении на должность начальника штаба обороны (Chief of the Defence Staff) или при отставке с должности начальника штаба ВВС (Chief of the Air Staff) (присвоение звания Marshal of the Royal Air Force обычно происходило в последний день пребывания в должности начальника штаба ВВС).
Является «5-тизвездочным» званием (по применяемой в НАТО кодировке — OF-10). Соответствует званию фельдмаршала в Британской армии и адмирала флота в Королевских военно-морских силах и, таким образом, является «чисто маршальским» званием, в отличие от других маршальских званий в ВВС Великобритании и многих других стран (Вице-маршал авиации, Маршал авиации, Главный маршал авиации).
Звание маршала Королевских ВВС было введено в 1919 году и впервые присвоено в 1927 году сэру Хью Тренчарду. В общей сложности звание присваивалось 27 раз, в том числе 22 раза высшим офицерам военно-воздушных сил и 5 раз представителям британской королевской семьи. Кроме того, король Великобритании Георг V не имел данного звания, но как глава Королевских ВВС (Chief of the Royal Air Force) иногда носил форму и знаки различия маршала Королевских ВВС.
Из 22 высших офицеров ВВС, которым было присвоено это звание, только Уильям Шолто Дуглас (William Sholto Douglas, 1st Baron Douglas of Kirtleside) и сэр Артур Траверс Харрис (Sir Arthur Harris) не занимали должность начальника штаба ВВС.

## Галерея
- Нарукавные/наплечные знаки различия (на повседневную и парадную форму)
- Погон (на парадную и парадно-выходную форму)
- Нарукавные знаки различия (на парадно-выходную форму)
- Флаг, поднимаемый в войсковой части при посещении её маршалом Королевских ВВС
- Marshal of the RAF star plate

## Маршалы Королевских ВВС
| Год присвоения звания | Лицо, которому было присвоено звание                | Год рождения | Год смерти | Примечания                                                                               |
| --------------------- | --------------------------------------------------- | ------------ | ---------- | ---------------------------------------------------------------------------------------- |
| 1927                  | Хью Тренчард, 1-й виконт Тренчард                   | 1873         | 1956       | звание присвоено 1 января 1927                                                           |
| 1933                  | сэр Джон Салмонд                                    | 1881         | 1968       | звание присвоено 1 января 1933                                                           |
| 1936                  | Эдуард VIII                                         | 1894         | 1972       | почётное звание присвоено 21 января 1936                                                 |
| 1936                  | Георг VI                                            | 1895         | 1952       | почётное звание присвоено 11 декабря 1936                                                |
| 1937                  | сэр Эдвард Леонард Эллингтон                        | 1877         | 1967       | звание присвоено 1 января 1937                                                           |
| 1940                  | Сирил Ньюолл, 1-й барон Ньюолл                      | 1886         | 1963       | звание присвоено 4 октября 1940. Через 20 дней после присвоения звания вышел в отставку. |
| 1944                  | Чарльз Портал, 1-й виконт Портал Хангерфордский     | 1893         | 1971       | звание присвоено 1 июня 1944                                                             |
| 1945                  | Артур Теддер, 1-й барон Теддер                      | 1890         | 1967       | звание присвоено 12 сентября 1945                                                        |
| 1946                  | Уильям Шолто Дуглас, 1-й барон Дуглас Киртлсайдский | 1893         | 1969       | звание присвоено 1 января 1946                                                           |
| 1946                  | сэр Артур Траверс Харрис                            | 1892         | 1984       | звание присвоено 1 января 1946, через несколько месяцев после выхода в отставку          |
| 1950                  | сэр Джон Слессор                                    | 1897         | 1979       | звание присвоено 8 июня 1950                                                             |
| 1953                  | принц Филипп, герцог Эдинбургский                   | 1921         | 2021       | почётное звание присвоено 15 января 1953                                                 |
| 1954                  | сэр Уильям Диксон                                   | 1898         | 1987       | звание присвоено 1 июня 1954                                                             |
| 1958                  | сэр Дермот Бойл                                     | 1904         | 1993       | звание присвоено 1 января 1958                                                           |
| 1958                  | принц Генри, герцог Глостерский                     | 1900         | 1974       | почётное звание присвоено 12 июня 1958                                                   |
| 1962                  | сэр Томас Пайк                                      | 1906         | 1983       | звание присвоено 6 апреля 1962                                                           |
| 1967                  | Чарльз Элворти, барон Элворти                       | 1911         | 1993       | звание присвоено 1 апреля 1967                                                           |
| 1971                  | сэр Джон Грэнди                                     | 1913         | 2004       | вышел в отставку с одновременным присвоением звания 1 апреля 1971                        |
| 1974                  | сэр Денис Спотсвуд                                  | 1916         | 2001       | вышел в отставку с одновременным присвоением звания 31 марта 1974                        |
| 1976                  | сэр Эндрю Хэмфри                                    | 1921         | 1977       | звание присвоено 6 августа 1976                                                          |
| 1977                  | Нил Камерон, барон Камерон Балхузи                  | 1920         | 1985       | звание присвоено 31 июля 1977                                                            |
| 1982                  | сэр Майкл Битэм                                     | 1923         | 2015       | вышел в отставку с одновременным присвоением звания 14 октября 1982                      |
| 1985                  | сэр Кейт Уильямсон                                  | 1928         | 2018       | вышел в отставку с одновременным присвоением звания 15 октября 1985                      |
| 1988                  | Девид Крэйг, барон Крэйг Радлисский                 | 1929         |            | звание присвоено 14 ноября 1988                                                          |
| 1992                  | сэр Питер Хардинг                                   | 1933         | 2021       | звание присвоено 6 ноября 1992 вышел в отставку 14 июня 1994                             |
| 2012                  | Чарльз, принц Уэльский                              | 1948         |            | звание присвоено 16 июня 2012                                                            |
| 2014                  | Джон Стиррап, барон Стиррап                         | 1949         |            | звание присвоено 13 июня 2014                                                            |